# Bambi-Verleihung 1975
Die 26. Bambi-Verleihung fand am 17. Januar 1975 im Bayerischen Hof in München statt. Die Preise beziehen sich auf das Jahr 1974.

## Die Verleihung
Mit dem etwas verächtlich als „BAMBI-Provinz-Verleihung“ bezeichneten Ausflug nach Ruhpolding im Vorjahr war die Zeit der besonderen Verleihungsorte vorbei. 1975 fand die Verleihung wieder in München statt. Außerdem besann man sich der Vergangenheit und vergab wieder Bambis für Filme.

## Preisträger
Aufbauend auf der Bambidatenbank.

### Beliebteste internationale Fernsehserie
William Conrad für Cannon

### Beliebteste nationale Fernsehserie
Reinhard Glemnitz, Erik Ode, Herbert Reinecker, Helmut Ringelmann, Günther Schramm, Helma Seitz und Elmar Wepper für Der Kommissar

### Beliebtester Quizmaster
Rudi Carrell

### Bester Film International
Bud Spencer und Terence Hill

### Bester Film National
Ottokar Runze und Martin Lüttge für Der Lord von Barmbeck

### Preise der Redaktion
- Heiner Michel für Unser Walter
- Telly Savalas für Kojak – Einsatz in Manhattan
- Manfred Sellge für das Fußball-Ballett
- Sabine von Maydell als „größte Nachwuchsentdeckung“